# 比比列沃站
碧比列沃站（羅馬化：Bibirevo）是莫斯科地鐵謝爾普霍夫－季米里亞澤夫線的車站，開通於1992年。在延伸至阿爾圖菲耶沃站之前，碧比列沃站是謝爾普霍夫－季米里亞澤夫線最北端的車站。